# Chiesa di San Leonardo al Cuga

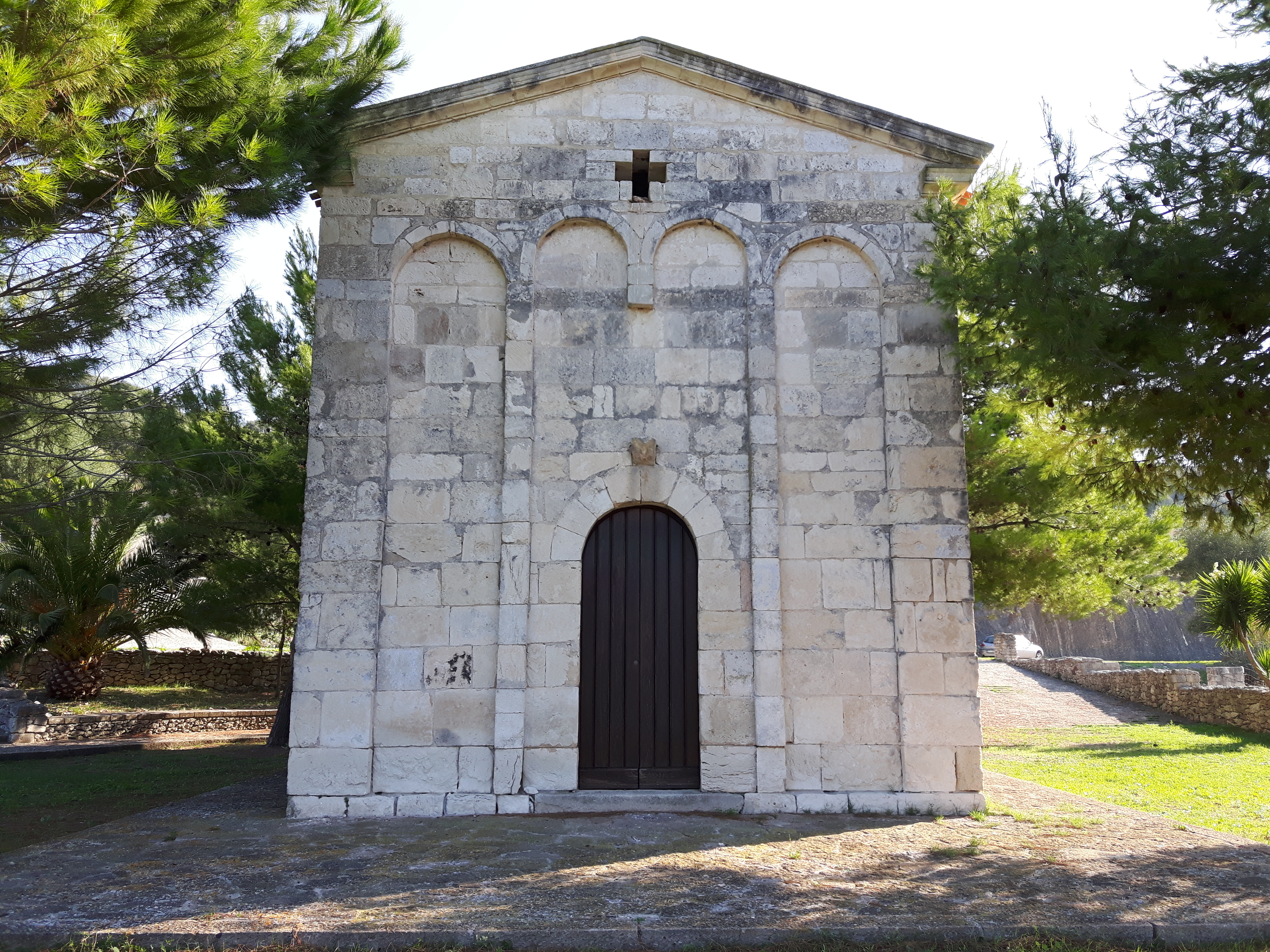
San Leonardo di Cuga

La chiesa di San Leonardo al Cuga ("Santu Nenardu 'e sa 'Iddazza") è una chiesa campestre situata in territorio di Ittiri, da cui dista circa otto chilometri.
È consacrata al culto cattolico e fa parte dell'arcidiocesi di Sassari.
La chiesa risalente probabilmente alla seconda metà del XII secolo, in seguito alla realizzazione della diga del Cuga e alla conseguente creazione del bacino artificiale è stata smantellata e ricostruita più a monte.

## Galleria d'immagini

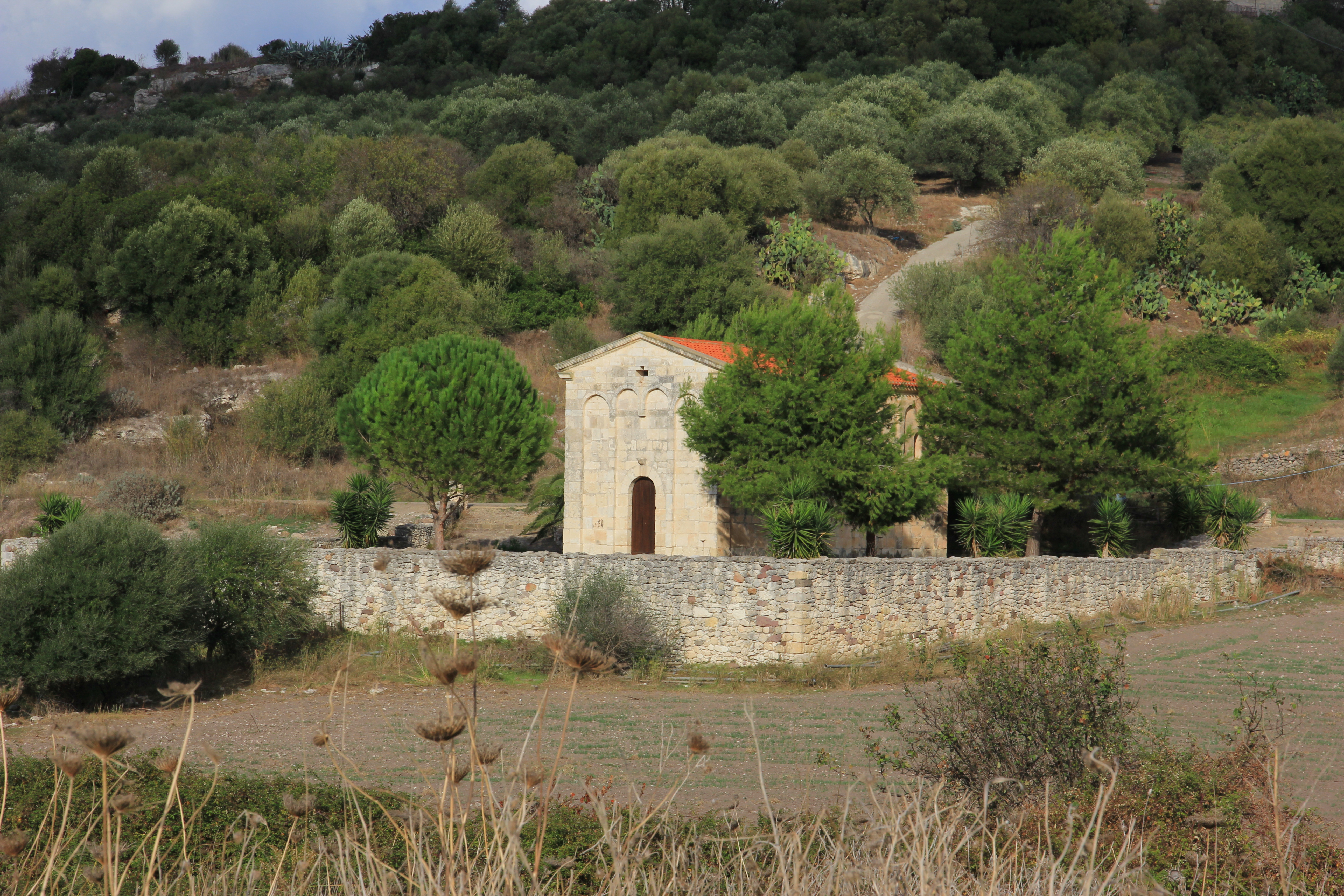
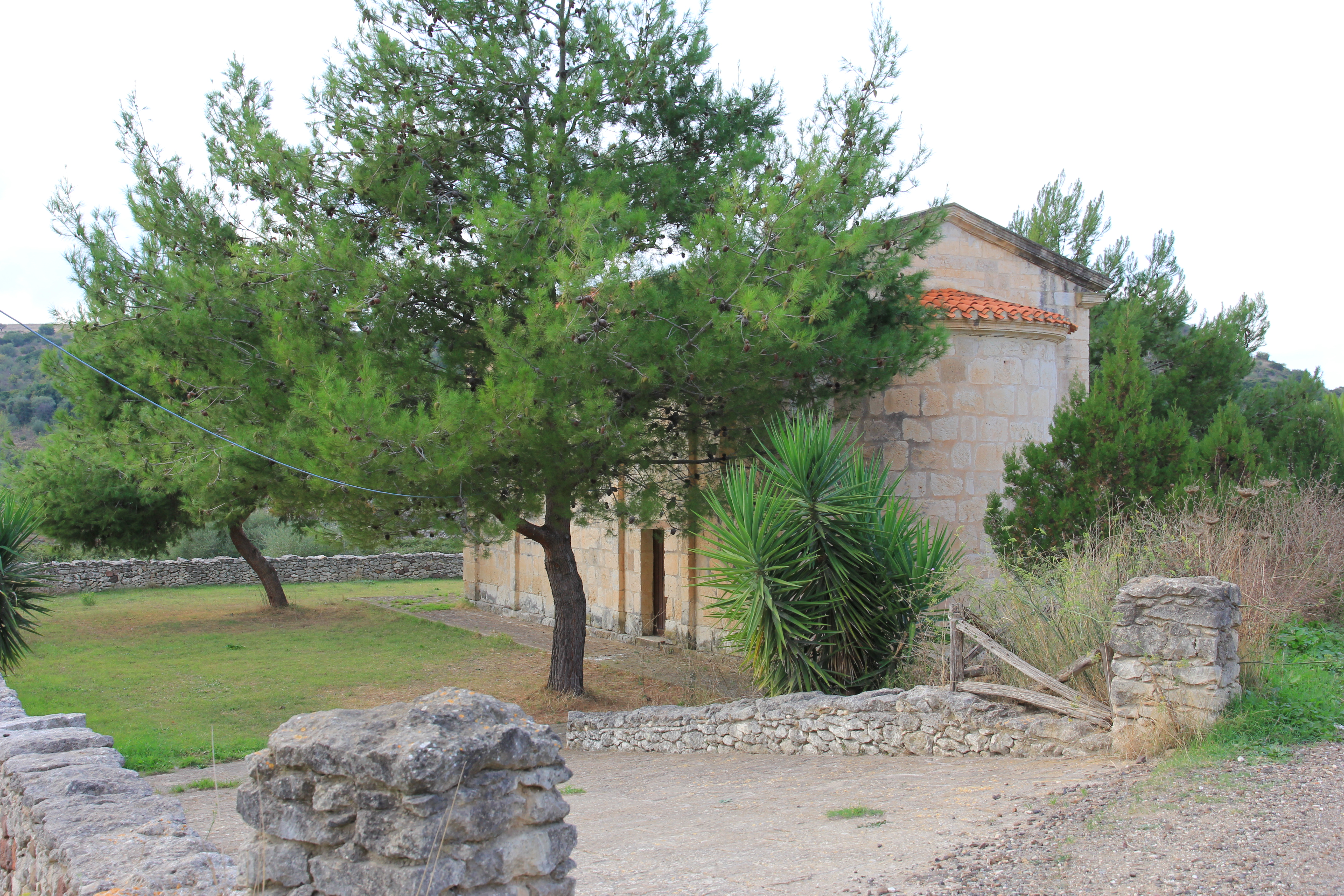
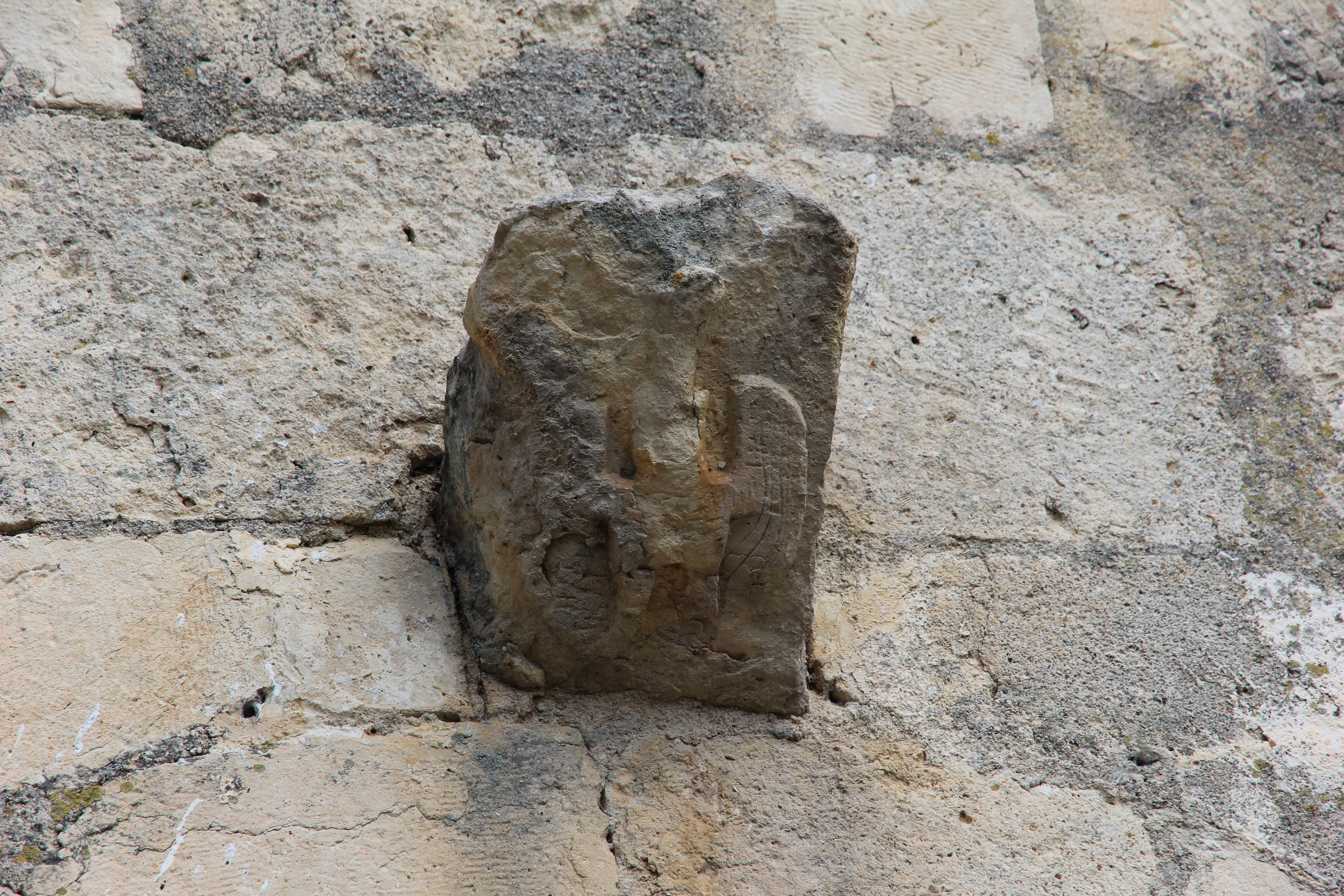